# Академія Цзіся
Академія Цзіся (稷下學宮, Цзіся Сюегун, Палац наук (вчений двір) у [західних воріт] Цзі) — найдавніша в Китаї науково-філософська академія, створена володарями держави Ці (період Чжаньго) і діяла з 318 року до н. е. до 168 року до н. е. в Ліньцзі, столиці царства Ці (сучасне м.Цзибо провінції Шаньдун).

## Діяльність
Назву академії пов'язано з її місцем розташування в місті, що стало в той час найбільшим урбаністічним центром з населенням до 300 тис. осіб. У діяльності Цзіся брали участь сотні, а у часи розквіту навіть тисячі, представників усіх основних філософських шкіл (за винятком чистих моїстів мо-цзя) — конфуціанства, даосизму, легізму, мін-цзя, інья-цзя.
Володар царства Сюань-ван призначив 76 видатних представників академії старшими сановниками (шан дафу). Питання, що обговорювалися членами Цзіся, відображені в енциклопедичному трактаті «Ґуань-цзи» (IV–III ст. до н. е.), а також в «Янь-цзи чунь цю» («Весни і осені Янь-цзи», III–II ст. до н. е.), «Сима фа» («Закони Сима», IV в. до н. е.). Влада заохочува дискусії в Цзіся. Тут уточнювалися теоретичні позиції і народжувалися перші форми синтезу основних ідейних напрямків китайської філософії. В результаті склалося і власне «вчення Цзіся» (Цзіся-сюе), зазначене загальною даоською орієнтацією.

## Представники
У свій час членами академії Цзіся були Мен-цзи, Сюнь-цзи, Тянь Пянь, Хуань Юань, Шень Дао, Сун Цзянь, Інь Вень, Тянь Ба, Ер Шо, Цзоу Янь, Цзоу Ши.